# Religion Kongo
La religion Kongo ( Kikongo : Bukongo ) englobe les croyances traditionnelles du peuple Bakongo. En raison de la position hautement centralisée du Royaume du Kongo, ses dirigeants ont pu influencer une grande partie des pratiques religieuses traditionnelles à travers le bassin du Congo. En conséquence, de nombreux autres groupes ethniques et royaumes d'Afrique centrale et occidentale, comme les Chokwe et les Mbundu, ont adopté des éléments de la spiritualité Bakongo,.
La spiritualité repose sur un système animiste complexe et un panthéon d'esprits . Le principal Dieu créateur du monde est Nzambi Mpungu, le maître souverain, et son homologue féminine, Nzambici. Même si Nzambi Mpungu, qui a donné naissance à l’univers et aux esprits qui l’habitent, est vital pour la spiritualité, la vénération des ancêtres en est le principe fondamental.
Le cosmos Bakongo est divisé entre deux mondes : la moitié supérieure représentant le monde physique, ou ku nseke et la moitié inférieure représentant le monde spirituel, ou ku mpèmba. Les guérisseurs experts, connus sous le nom de Banganga, suivent une formation approfondie pour communier avec les ancêtres dans les domaines spirituels et demander conseil à eux.

## Croyances générales
La religion des Kongo est profondément complexe. Selon les historiens John K. Thornton et Linda M. Heywood, "Les Centrafricains ne se sont probablement jamais mis d'accord entre eux sur ce qu'est en détail leur cosmologie, produit de ce que j'ai appelé le processus de révélation continue et de sacerdoce précaire..." Le peuple Kongo avait des opinions diverses, la pensée religieuse traditionnelle étant mieux développée dans la région nord de langue Kikongo. Il existe de nombreuses descriptions des idées religieuses kongo dans les archives des missionnaires chrétiens et de l'époque coloniale, mais comme le déclare Thornton, « celles-ci sont écrites avec un parti pris hostile et leur fiabilité est problématique ».
Généralement, ces traditions sont orales plutôt que scripturaires et transmises d'une génération à l'autre à travers des contes populaires, des chants et des festivals,,, incluent la croyance en un certain nombre de dieux supérieurs et inférieurs, incluant parfois un suprême. créateur ou force, croyance aux esprits, vénération des morts, usage de la magie et de la médecine traditionnelle africaine. La mythologie Kongo, à côté d'autres religions traditionnelles voisines, peut être décrite comme animiste  avec divers aspects polythéistes et panthéistes,,. Cela inclut le culte des divinités tutélaires, le culte de la nature, le culte des ancêtres et la croyance en une vie après la mort. Alors que certaines religions ont adopté une vision panthéiste du monde, la plupart suivent un système polythéiste avec divers dieux, esprits et autres êtres surnaturels.

## Création et cosmologie

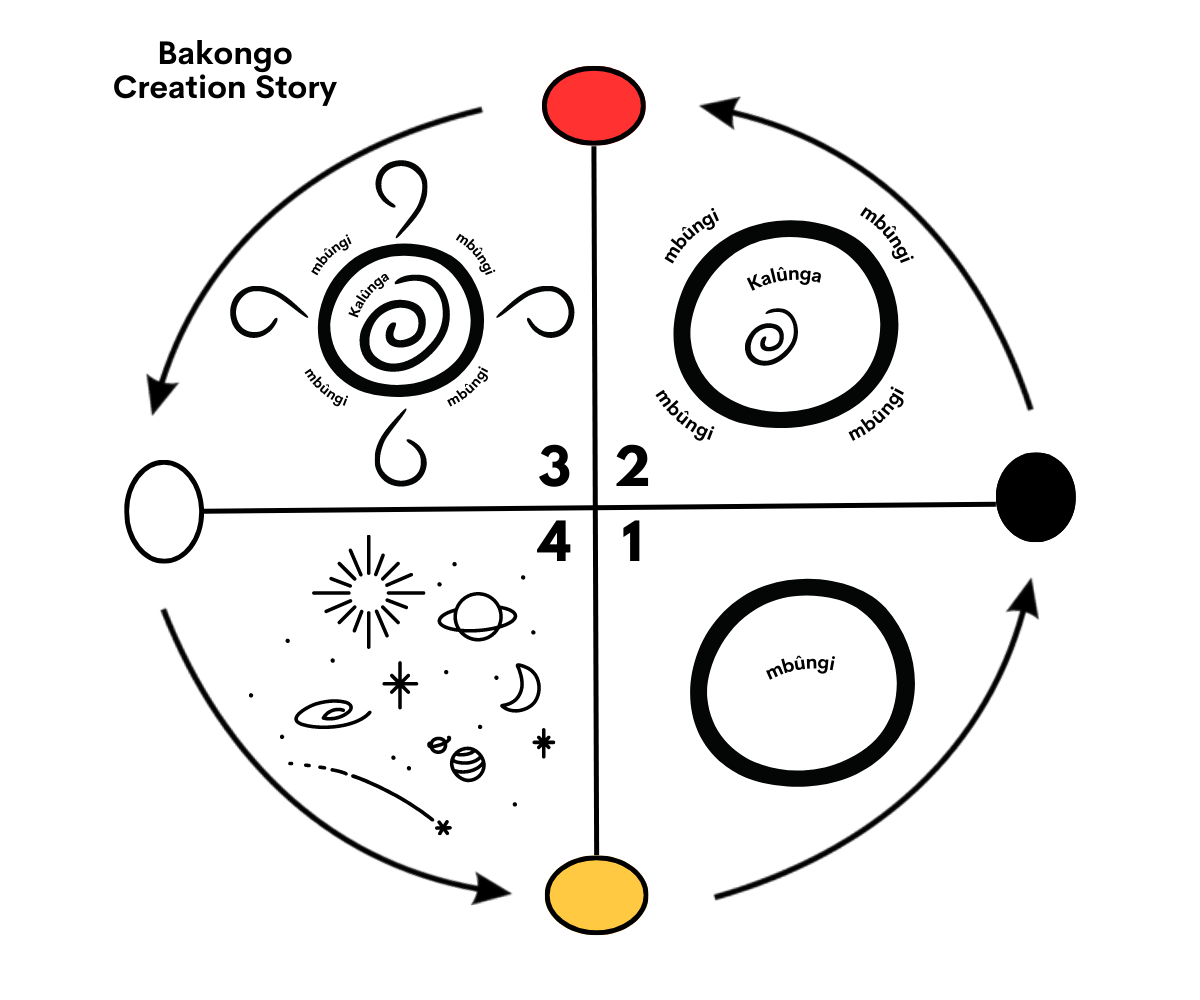
Histoire de la création du Kongo

Selon le chercheur Molefi Kete Asante , "Une autre caractéristique importante de la cosmologie Bakongo est le Soleil et ses mouvements. Le lever, le pic, le coucher et l'absence du Soleil constituent le modèle essentiel de la culture religieuse Bakongo. Ces "quatre moments du soleil" correspondent aux quatre étapes de la vie. : conception, naissance, maturité et mort. Pour les Bakongo, tout passe par ces étapes : les planètes, les plantes, les animaux, les personnes, les sociétés et même les idées. Ce cycle vital est représenté par un cercle avec une croix à l'intérieur. Dans ce cosmogramme Yowa ou dikenga, le point de rencontre des deux lignes de la croix est le point le plus puissant et celui où se trouve la personne."

### Création de l'univers
Les Bakongo croient qu'au commencement, il n'y avait qu'un vide circulaire, appelé mbûngi, sans vie. Le Grand Esprit, Nzambi Mpungu, invoqua une étincelle de feu, ou Kalûnga, qui grandit jusqu'à remplir le mbûngi. Lorsqu'il est devenu trop grand, Kalûnga est devenu une grande force d'énergie et a libéré des éléments chauds à travers l'espace, formant l'univers avec le Soleil, les étoiles, les planètes, etc. Pour cette raison, Kalûnga est considéré comme l'origine de la vie et un force de mouvement. Les Bakongo croient que la vie nécessite un changement constant et un mouvement perpétuel. Nzambi Mpungu est également appelé Kalûnga, le Dieu du changement. Les similitudes entre la croyance Bakongo de Kalûnga et la théorie du Big Bang ont été étudiées.

### Création de la Terre
Comme pour la création de l'univers, les Bakongo croient qu'au début, le monde était un vide circulaire (ou mbûngi ) sans vie. Puis une grande force de feu (ou kalûnga ), émergea et remplit ce cercle vide. Kalûnga réchauffait le contenu du mbûngi, et lorsqu'il refroidissait, il formait la Terre. La Terre, point de départ de l’incendie, est alors devenue une planète verte après avoir traversé quatre étapes. La première étape est l’apparition du feu. La deuxième étape est l’étape rouge où la planète brûle encore et ne s’est pas formée. La troisième étape est l’étape grise où la planète se refroidit, mais n’a pas produit de vie. Ces planètes sont nues, sèches et couvertes de poussière. L’étape finale est l’étape verte, c’est-à-dire lorsque la planète est pleinement mature car elle respire et porte la vie. Comme les Bakongo croient que cela fait partie de l’ordre universel, toutes les planètes doivent passer par ce processus,.

### Création humaine
On pense également que la création d'une personne Bakongo, ou muntu, suit les quatre moments du Soleil, qui jouent un rôle important dans leur développement. Musoni est le moment où un muntu est conçu à la fois dans le domaine spirituel et dans le ventre d'une femme Bakongo. Kala est le moment où un muntu naît dans le monde physique. Cette période est également considérée comme le lever du Soleil. Tukula est le moment de la maturité, où un muntu apprend à maîtriser tous les aspects de la vie, de la spiritualité au but en passant par la personnalité. La dernière période est le luvemba, lorsqu'un muntu meurt physiquement et entre dans le monde spirituel, ou Ku Mpémba, avec les ancêtres, ou bakulu,. Parce que les Bakongo ont une « double âme-esprit », ou mwèla-ngindu, ils sont capables d'exister et de vivre dans les deux royaumes à différents moments de leur vie. Même à Ku Mpemba, un muntu vit toujours une vie bien remplie alors qu'il se prépare à nouveau pour l'heure du Kala. On pense également que le côté droit du corps est masculin, tandis que le côté gauche est féminin, créant ainsi une couche supplémentaire à la double identité d'un muntu.

### Cosmogramme Kongo

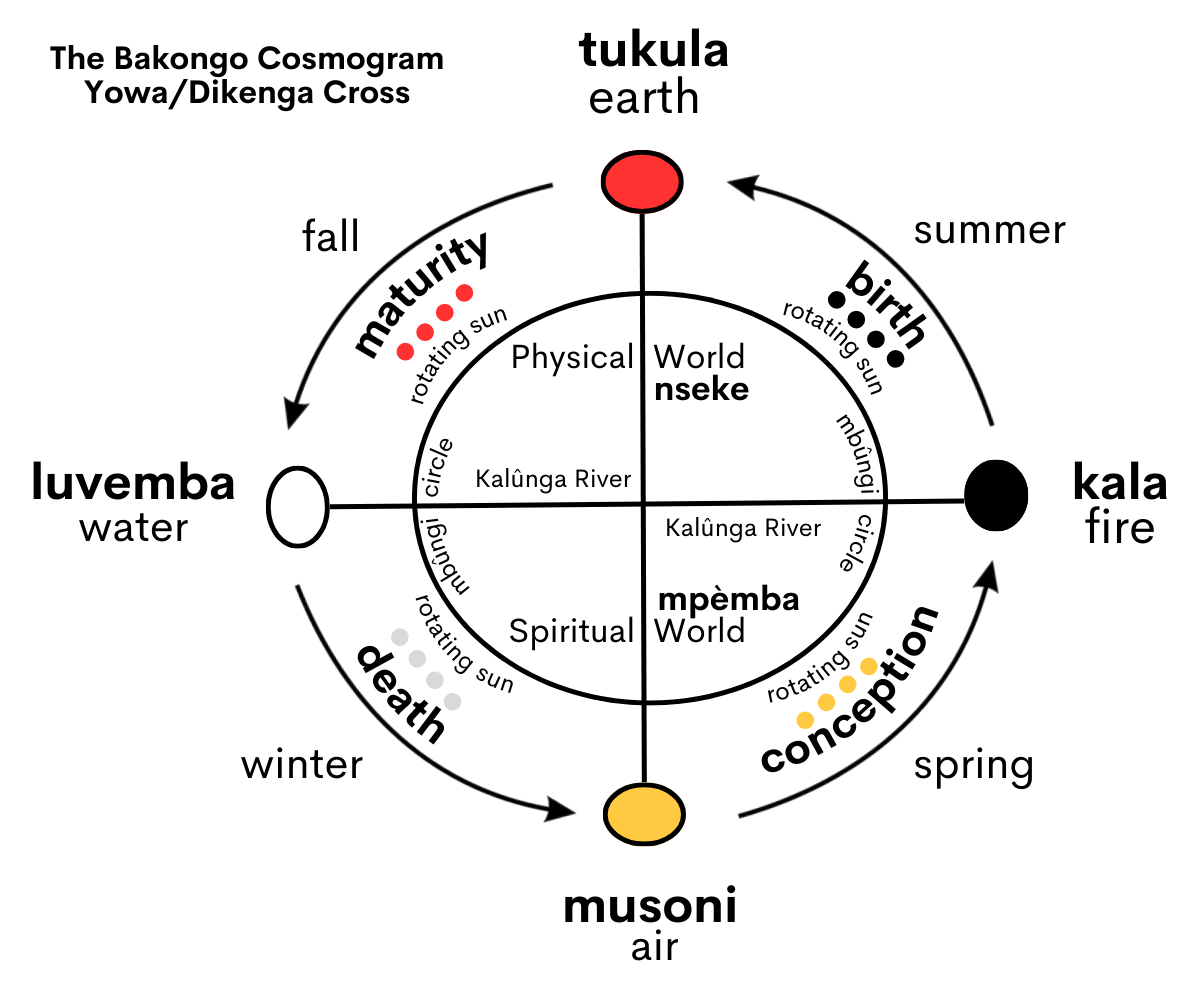
Cosmogramme Kongo

La nature du Kalûnga est également spirituelle. Au fur et à mesure que Kalûnga remplissait mbûngi, Kalûnga se transformait en un plan d'eau qui faisait office de ligne, divisant le cercle en deux. La moitié supérieure représente le monde physique, ou Ku Nseke, tandis que la moitié inférieure représente le monde spirituel des ancêtres, connu sous le nom de Ku Mpèmba . Le cercle mbûngi, qui n'était plus vide, devint l'univers avec le Soleil au centre.
La Ligne Kalûnga sépare ces deux mondes, et tous les êtres vivants existent d'un côté ou de l'autre. On pense que les esprits Simbi transportent les Kongo entre les deux mondes à la naissance et à la mort. Ensuite, le processus se répète lorsqu’une personne renaît. Ensemble, Kalûnga et le cercle mbûngi forment le cosmogramme Kongo, également appelé Croix Yowa ou Dikenga.
Les quatre étapes de la vie sont représentées sur le cosmogramme Kongo : musoni, ou conception ; kala, ou naissance ; tukala, ou maturité ; et luvemba, ou la mort. On pense qu'ils sont en corrélation avec les quatre moments du Soleil : minuit, ou n'dingu-a-nsi ; lever du soleil, ou ndiminia ; midi, ou mbata ; et le coucher du soleil, ou ndmina, ainsi que les quatre saisons (printemps, été, automne et hiver) et les quatre éléments classiques ( eau, feu, air et terre ).

## Nzambi Mpungu et Nzambici
Avant la colonisation européenne, Nzambi Mpungu et son homologue féminine, Nzambici, étaient perçus comme le seul Grand Esprit qui existait partout simultanément et donnait vie à toutes choses. Nzambi Mpungu était le « maître souverain », le Dieu du soleil (du feu) et du changement. On croyait que Nzambi Mpungu/Nzambici avait créé l'univers, le monde spirituel ( Ku Mpémba ) et le monde physique ( Ku Nseke ). Contrairement à ce qu'implique le titre « le Grand Esprit », Nzambi Mpungu/Nzambici et la nature spirituelle du peuple Kongo n'existaient pas dans les mêmes limites hiérarchiques que le Dieu tout-puissant des religions monothéistes abrahamiques (christianisme, judaïsme et islam ). Tous les esprits de la spiritualité Kongo étaient considérés comme ayant un statut égal et chacun avait son propre objectif dans les deux mondes.
Après l’introduction du catholicisme par les Portugais, un effort massif a été déployé pour convertir les Centrafricains en créant des liens entre le christianisme et leurs religions traditionnelles. Bien que ce fut en grande partie un échec pour des groupes ethniques tels que les Mbundu, les Portugais ont réussi à tromper le peuple Bakongo en les convainquant que Nzambi Mpungu était le Dieu chrétien et en séparant la divinité de Nzambici et des autres esprits. Non seulement cet acte a facilité la conversion du peuple Bakongo au christianisme, mais il a également créé une hiérarchie dans la spiritualité Bakongo qui a réduit les esprits comme Nzambici, les simbi et les nkisi à des « esprits inférieurs » qui n'avaient plus de voix pertinente en matière spirituelle. Ils sont devenus semblables à des anges et donc soumis à Nzambi Mpungu, ou Dieu. Cela a peut-être également joué un rôle dans le fait que le Royaume du Kongo est devenu une société davantage dominée par les hommes, marginalisant la croyance en la double identité homme/femme de tous les Bakongo et créant une hiérarchie de genre basée sur la culture portugaise, où les hommes étaient traditionnellement au centre des questions spirituelles.

## Autres esprits
Au début du XVIIe siècle, la tradition orale affirmait que Nzambi Mpungu était entouré d'esprits de la nature inférieurs, si puissants qu'on leur donnait des noms individuels. Il existe un consensus parmi les historiens sur le fait que cette réduction des esprits de la nature à des esprits inférieurs était due à l'influence du monothéisme portugais et à leur rejet des « idoles ». Durant cette période, Nzambi Mpungu a commencé à exister en tant qu'esprit distinct de son homologue féminin, Nzambici, et a été considéré comme le Dieu Créateur, tandis que Nzambici a été considéré comme son épouse, le « Dieu l'essence, le dieu sur la terre, la grande princesse, la mère de tous les animaux, celle qui promet sa fille à l'animal qui lui apportera le feu du ciel. Elle est également appelée Nzambi, le mystère de la terre, « la mère d'une belle fille, donne à l'humanité toutes les lois, ordonnances, arts, jeux et instruments de musique. Nzambi règle les querelles entre animaux, et dans les histoires donner sa décision est ancré dans une immense quantité de loi de Fjort.
Néanmoins, on pense que les esprits Kongo ont été créés en grande partie pour permettre au peuple Bakongo de comprendre le monde naturel qui l'entoure. La plupart d’entre eux ont un lien avec la terre, l’eau, le ciel, le feu et les étoiles. "La terre est éternelle. La terre se flétrit pendant les saisons sèches mais s'épanouit avec l'arrivée des pluies. Le ciel supporte les vents qui amènent les pluies et mélange les nuages pour se cacher puis révéler les rayons du soleil... la rivière Nzadi coule pour toujours... pour finalement rejoindre la vaste mer."
Au centre de la religion Kongo se trouvent les ancêtres, ou bakula, censés maintenir une existence spirituelle dans le monde physique ( Ku Nseke ) après la mort, grâce à la « double âme-esprit » ( mwèla-ngindu ),. Pour cette raison, les ancêtres sont considérés comme des esprits qui veillent sur le peuple Bakongo et dirigent le pouvoir du monde spirituel ( Ku Mpémba ) pour le protéger. On pense également que ces esprits ancestraux habitent les plans d'eau, connus sous le nom de kalunga (également appelés n'langu ou m'bu), et la forêt, connue sous le nom de mfinda.

### Entrain
Ngonde est l'esprit de la Lune et des menstruations, et son frère Ntangu est l'esprit du temps et du Soleil. On raconte que le frère vivait à l'origine au bord de la mer et qu'un jour, Ntangu a défié Ngonde à une course à pied, croyant pouvoir battre son frère. Cependant, Ngonde a réussi et a vaincu Ntangu. On pense que c’est la raison pour laquelle la Lune peut être vue pendant la journée avec le Soleil, mais le Soleil ne peut pas être vu la nuit.
Chicamassi-chinuinji est le souverain des mers et des océans. Mpulu Bunzi est la déesse de la pluie et des récoltes. Dans certains villages Kongo, Bunzi est un esprit masculin appelé Phulu Bunzi, qui est considéré comme le chef forgeron et le seigneur esprit des eaux,. Mbumba est l'arc-en-ciel et un serpent d'eau qui atteint le ciel en grimpant aux arbres.

### Simbi
Un simbi (pl. bisimbi) est un esprit de l'eau qui habite les plans d'eau et les rochers, ayant la capacité de guider les bakulu, ou les ancêtres, le long de la rivière Kalûnga jusqu'au monde spirituel après leur décès,. Ils sont considérés comme les gardiens de la nature et les intermédiaires entre le monde physique des vivants et le monde spirituel des ancêtres. Les Bisimbi sont également considérés comme des guides spirituels, utilisant le récit et la tradition orale pour relier les vivants aux ancêtres et à leur histoire. Les chefs spirituels appelés banganga (sing. nganga ) ont subi un processus d'initiation approfondi pour apprendre la position du soleil lorsqu'il tournait autour de la terre afin de demander conseil aux ancêtres et aux bisimbi. Ces esprits de l'eau seraient présents lors des baptêmes des chrétiens afro-américains, selon la tradition Hoodoo,.
On disait que les objets surnaturels appelés fétiches étaient habités par des esprits de la nature ou des personnes déifiées qui incarnaient l'extraordinaire pouvoir du monde spirituel. Ces objets ou esprits portaient des noms différents selon les régions. Dans le royaume de Loango et dans le cours inférieur du fleuve Nzadi au nord, ils étaient appelés nkisi (pl. bakisi, mikisi ou minkisi ). Ce sont des esprits de la nature, des objets animés. Ils habitent des zones spécifiques où se trouvent leurs familles et leurs villages et entretiennent généralement un lien particulier avec les habitants de ces régions qui les vénèrent.
Dans le royaume du Ndongo en Angola, les esprits de la nature étaient appelés kilundu . Ils existaient dans le même contexte que le nkisi et le nkita. Cependant, comme les bisimbi, les kilundu étaient largement considérés comme des esprits qui étaient autrefois des personnes vivantes, qui se transformaient en esprits après être entrés dans le monde spirituel. Cela a créé la preuve d'un concept unificateur des deux mondes et des quatre moments de la vie des groupes ethniques du Kongo et de l'Angola. Il a également vérifié que même les esprits de la nature devaient traverser le cycle de vie. La tradition orale du XVIIe siècle raconte l'histoire de deux kilundu nommés Navieza et Cassumba qui ont quitté leur pays natal dans la région du Haut Ganguela pour fuir la maladie. Au cours de leur voyage, ils se sont réfugiés dans « une cabane isolée » dans le Kisama. Là, ils moururent, entrèrent dans le monde spirituel et furent transformés en esprits de la nature dont le but était de protéger ceux qui les vénéraient des maladies.
Ce concept de transformation de l'homme en esprit nature a également été enregistré dans le Royaume du Kongo au 20ème siècle. Un homme nommé Mbola serait mort et transformé en un esprit d'eau simbi qui habitait un ruisseau et enseignait aux vivants comment utiliser son pouvoir spirituel pour guérir et créer des médicaments sacrés, connus sous le nom de mbola.
Contrairement aux autres, les nkondi étaient spécifiquement utilisés comme moyen d’infliger de la douleur à ceux qui s’opposaient au royaume.

## Mfinda
Comme mentionné précédemment, la nature est essentielle à la spiritualité Kongo. Alors que les esprits de la nature sont devenus plus tard associés à l'eau, ou kalûnga, ils étaient également connus pour habiter la forêt, ou mfinda ( finda dans Hoodoo ). Le royaume du Kongo utilisait le terme chibila, qui faisait référence aux bosquets sacrés, où l'on vénérait ces esprits de la forêt. Le peuple Kongo croyait également que certains ancêtres habitaient la forêt après leur mort et maintenaient leur présence spirituelle dans la vie de leurs descendants. On pensait que ces ancêtres particuliers étaient morts, avaient voyagé à Mpemba, puis renaissaient sous le nom de bisimbi. Ainsi, la Grande Mfinda existait comme point de rencontre entre le monde physique et le monde spirituel. Les vivants y voyaient une source de nourriture physique par la chasse et de nourriture spirituelle par le contact avec les ancêtres. Un expert de la religion Kongo, le Dr Fu-Kiau, a même décrit certains cosmogrammes Kongo précoloniaux avec mfinda comme pont entre les deux mondes.

## Charmes
Au XVIIe siècle, le peuple Bakongo a élargi le concept de nkisi pour inclure des objets ou des charmes consacrés contenant l'essence des esprits de la nature et leurs pouvoirs spirituels. Ces minkisi (sing. nkisi) étaient utilisés pour la protection et la guérison. Les minkisi étaient également utilisés pour fabriquer des sacs mojo, ou conjurer. Ces sacs Mojo étaient essentiellement de petits sacs où les objets magiques étaient normalement stockés. On croyait également qu’ils contenaient le pouvoir spirituel du nkisi. Un nganga a créé des sacs mojo pour les individus, en utilisant des ingrédients liés à un simbi spécifique pour invoquer l'esprit dans le sac mojo. La philosophie spirituelle Bakongo a influencé la création de sacs mojo, les Noirs américains incluant certains ingrédients naturels ou os d'animaux, pour abriter l'esprit simbi ou un esprit ancestral dans un sac à des fins de protection ou de guérison.

## Les Amériques
En raison de la traite négrière atlantique, la religion Bakongo a été transférée vers les Amériques avec ses pratiquants esclaves. Certaines traditions survivantes incluent la conjuration, le rêve, la possession par les morts pour apprendre la sagesse des ancêtres, la guérison traditionnelle et le travail avec les minkisi. Les traditions spirituelles et les religions qui ont préservé les traditions Kongo comprennent le Hoodoo, le Palo Monte, le Lumbalú, le Kumina, le Vodou haïtien, le Candomblé Bantu et le Yuyu vénézuélien,,.

### États-Unis
Le concept de mfinda en tant qu'espace spirituel a également émergé dans les États-Unis coloniaux à travers l'esclavage transatlantique et est devenu connu localement sous le nom de finda . La trouvaille est alors devenue un espace sacré, où les observations d'esprits « cymbee » étaient souvent enregistrées par les Noirs américains. Aujourd'hui, la trouvaille est toujours un élément important dans Hoodoo.

### Brésil
Au Brésil, le kalunga incarne l’idée que, dans le royaume des vivants, nous nous tenons debout, mais que dans le royaume des ancêtres, tout fonctionne de manière inversée. Les habitants du monde souterrain (ou du royaume ancestral) sont inversés par rapport à nous, vus de notre perspective miroir. Avec cette vision du monde particulière, les pratiquants des arts martiaux africains s’inversent délibérément physiquement pour imiter les ancêtres et tirer leur force et leur puissance du royaume ancestral.

## Voir également
- Religions de la diaspora africaine
- Religions de la diaspora africaine
- Religion bantoue
- Poisse
- Nyambé
- Nzambi Mpungu